# Eopsyche vitripennis
Eopsyche vitripennis är en fjärilsart som beskrevs av Igor Kozhanchikov 1960. Eopsyche vitripennis ingår i släktet Eopsyche och familjen säckspinnare. Inga underarter finns listade i Catalogue of Life.